# Congonhas
Congonhas är en stad och kommun i den brasilianska delstaten Minas Gerais. Den ligger cirka 80 kilometer söder om Belo Horizonte. Invånarantalet i centralorten är cirka 40 000, med cirka 50 000 invånare i hela kommunen.
Staden är känd för kyrkan Bom Jesus i vilken det finns skulpturer av den berömda barockkonstnären Aleijadinho. Denna helgedom är idag klassad som ett världsarv.

## Administrativ indelning
Kommunen var år 2010 indelad i tre distrikt:
- Alto Maranhão
- Congonhas
- Lobo Leite

## Befolkningsutveckling
| Område              | Areal (km²)   | Invånarantal 1 augusti 2000 | Invånarantal 1 augusti 2010 | Invånarantal 1 juli 2014 |
| ------------------- | ------------- | --------------------------- | --------------------------- | ------------------------ |
| Kommun              | 304,07        | 41 256                      | 48 519                      | 52 280                   |
| Urban befolkning    | Ingen uppgift | 39 458                      | 47 236                      | Ingen uppgift            |
| ...varav centralort | Ingen uppgift | 33 531                      | 39 696                      | Ingen uppgift            |